# AFI's 100 Years...100 Songs
AFI's 100 Years…100 Songs är en lista över de främsta sångerna inom amerikansk film under 1900-talet. Listan presenterades av American Film Institute den 22 juni 2004 i ett TV-program på CBS med John Travolta som värd. Travolta har själv medverkat i två av filmerna på listan, Saturday Night Fever och Grease.

## Mest representerade filmer
Singin' in the Rain, Sound of Music och West Side Story är alla representerade på listan med tre sånger vardera. Trollkarlen från Oz, En stjärna föds (#11 från 1954 års version och #16 från 1976 års version), Funny Girl och Vi mötas i St. Louis är representerade med två sånger.

## Mest representerade sångare
Judy Garland (som även placerat sig på första plats med "Over the Rainbow") och Gene Kelly delar första platsen, med fem sånger vardera på listan.  Julie Andrews, Fred Astaire, Marni Nixon och Barbra Streisand har fyra låtar vardera. 

## Lista
| #   | Sång                                           | Film                           | År   | Sångare                                                                 | Låtskrivare                                                       |
| --- | ---------------------------------------------- | ------------------------------ | ---- | ----------------------------------------------------------------------- | ----------------------------------------------------------------- |
| 1   | "Over the Rainbow"                             | Trollkarlen från Oz            | 1939 | Judy Garland                                                            | Harold Arlen, E.Y. Harburg                                        |
| 2   | "As Time Goes By"                              | Casablanca                     | 1942 | Dooley Wilson                                                           | Herman Hupfeld                                                    |
| 3   | "Singin' in the Rain"                          | Singin' in the Rain            | 1952 | Gene Kelly                                                              | Arthur Freed, Nacio Herb Brown                                    |
| 4   | "Moon River"                                   | Frukost på Tiffany's           | 1961 | Audrey Hepburn                                                          | Henry Mancini, Johnny Mercer                                      |
| 5   | "White Christmas"                              | Värdshuset Fritiden            | 1942 | Bing Crosby                                                             | Irving Berlin                                                     |
| 6   | "Mrs. Robinson"                                | Mandomsprovet                  | 1967 | Simon & Garfunkel                                                       | Paul Simon                                                        |
| 7   | "When You Wish upon a Star"                    | Pinocchio                      | 1940 | Cliff Edwards aka "Ukulele Ike" (som Benjamin Syrsa)                    | Leigh Harline, Ned Washington                                     |
| 8   | "The Way We Were"                              | Våra bästa år                  | 1973 | Barbra Streisand                                                        | Alan Bergman, Marilyn Bergman, Marvin Hamlisch                    |
| 9   | "Stayin' Alive"                                | Saturday Night Fever           | 1977 | The Bee Gees                                                            | Barry Gibb, Robin Gibb, Maurice Gibb                              |
| 10  | "The Sound of Music"                           | Sound of Music                 | 1965 | Julie Andrews                                                           | Richard Rodgers, Oscar Hammerstein II                             |
| 11  | "The Man That Got Away"                        | En stjärna föds                | 1954 | Judy Garland                                                            | Harold Arlen, Ira Gershwin                                        |
| 12  | "Diamonds Are a Girl's Best Friend"            | Herrar föredrar blondiner      | 1953 | Marilyn Monroe (delvis dubbad av Marni Nixon)                           | Jule Styne, Leo Robin                                             |
| 13  | "People"                                       | Funny Girl                     | 1968 | Barbra Streisand                                                        | Jule Styne, Bob Merrill                                           |
| 14  | "My Heart Will Go On"                          | Titanic                        | 1997 | Celine Dion                                                             | James Horner, Will Jennings                                       |
| 15  | "Cheek to Cheek"                               | Top Hat                        | 1935 | Fred Astaire, Ginger Rogers                                             | Irving Berlin                                                     |
| 16  | "Evergreen (Love Theme from A Star Is Born)"   | En stjärna föds                | 1976 | Barbra Streisand                                                        | Barbra Streisand, Paul Williams                                   |
| 17  | "I Could Have Danced All Night"                | My Fair Lady                   | 1964 | Marni Nixon (dubbar Audrey Hepburn)                                     | Frederick Loewe, Alan Jay Lerner                                  |
| 18  | "Cabaret"                                      | Cabaret                        | 1972 | Liza Minnelli                                                           | John Kander, Fred Ebb                                             |
| 19  | "Someday My Prince Will Come"                  | Snövit och de sju dvärgarna    | 1937 | Adriana Caselotti (som Snövit)                                          | Larry Morey, Frank Churchill                                      |
| 20  | "Somewhere"                                    | West Side Story                | 1961 | Jimmy Bryant (dubbar Richard Beymer), Marni Nixon (dubbar Natalie Wood) | Leonard Bernstein, Stephen Sondheim                               |
| 21  | "Jailhouse Rock"                               | Jailhouse Rock                 | 1957 | Elvis Presley                                                           | Jerry Leiber, Mike Stoller                                        |
| 22  | "Everybody's Talkin'"                          | Midnight Cowboy                | 1969 | Harry Nilsson                                                           | Fred Neil                                                         |
| 23  | "Raindrops Keep Fallin' on My Head"            | Butch Cassidy och Sundance Kid | 1969 | B.J. Thomas                                                             | Hal David, Burt Bacharach, Luther Dixon                           |
| 24  | "Ol' Man River"                                | Teaterbåten                    | 1936 | Paul Robeson                                                            | Jerome Kern, Oscar Hammerstein II                                 |
| 25  | "High Noon (Do Not Forsake Me, Oh My Darlin')" | Sheriffen                      | 1952 | Tex Ritter                                                              | Dimitri Tiomkin, Ned Washington                                   |
| 26  | "The Trolley Song"                             | Vi mötas i St. Louis           | 1944 | Judy Garland                                                            | Hugh Martin, Ralph Blane                                          |
| 27  | "Unchained Melody"                             | Ghost                          | 1990 | The Righteous Brothers                                                  | Alex North, Hy Zaret                                              |
| 28  | "Some Enchanted Evening"                       | South Pacific                  | 1958 | Giorgio Tozzi (dubbar Rossano Brazzi)                                   | Richard Rodgers, Oscar Hammerstein II                             |
| 29  | "Born to Be Wild"                              | Easy Rider                     | 1969 | Steppenwolf                                                             | Mars Bonfire                                                      |
| 30  | "Stormy Weather"                               | Stormy Weather                 | 1943 | Lena Horne                                                              | Harold Arlen, Ted Koehler                                         |
| 31  | "Theme from New York, New York"                | New York, New York             | 1977 | Liza Minnelli                                                           | John Kander, Fred Ebb                                             |
| 32  | "I Got Rhythm"                                 | En amerikan i Paris            | 1951 | Gene Kelly                                                              | George Gershwin, Ira Gershwin                                     |
| 33  | "Aquarius"                                     | Hair                           | 1979 | Ren Woods, Ensemble                                                     | James Rado, Gerome Ragni, Galt MacDermot                          |
| 34  | "Let's Call the Whole Thing Off"               | Får jag lov?                   | 1937 | Fred Astaire, Ginger Rogers                                             | George Gershwin, Ira Gershwin                                     |
| 35  | "America"                                      | West Side Story                | 1961 | Rita Moreno, George Chakiris, Ensemble                                  | Stephen Sondheim, Leonard Bernstein                               |
| 36  | "Supercalifragilisticexpialidocious"           | Mary Poppins                   | 1964 | Julie Andrews, Dick Van Dyke, Ensemble                                  | The Sherman Brothers                                              |
| 37  | "Swinging on a Star"                           | Vandra min väg                 | 1944 | Bing Crosby                                                             | Jimmy Van Heusen, Johnny Burke                                    |
| 38  | "Theme from Shaft"                             | Mitt namn är Shaft             | 1971 | Isaac Hayes, Kör                                                        | Isaac Hayes                                                       |
| 39  | "Days of Wine and Roses"                       | Dagen efter rosorna            | 1962 | Kör                                                                     | Henry Mancini, Johnny Mercer                                      |
| 40  | "Fight the Power"                              | Do the Right Thing             | 1989 | Public Enemy                                                            | Carlton Ridenhour, Eric Sadler, Hank Shocklee, Keith Boxley       |
| 41  | "New York, New York"                           | New York dansar                | 1949 | Gene Kelly, Frank Sinatra och Jules Munshin                             | Leonard Bernstein, Betty Comden, Adolph Green                     |
| 42  | "Luck Be a Lady"                               | Pysar och sländor              | 1955 | Marlon Brando, Ensemble                                                 | Frank Loesser                                                     |
| 43  | "The Way You Look Tonight"                     | Dansen går                     | 1936 | Fred Astaire                                                            | Jerome Kern, Dorothy Fields                                       |
| 44  | "Wind Beneath My Wings"                        | Stränder                       | 1988 | Bette Midler                                                            | Jeff Silbar, Larry Henley                                         |
| 45  | "That's Entertainment"                         | Den stora premiären            | 1953 | Fred Astaire, Jack Buchanan, Nanette Fabray, Oscar Levant               | Arthur Schwartz, Howard Dietz                                     |
| 46  | "Don't Rain on My Parade"                      | Funny Girl                     | 1968 | Barbra Streisand                                                        | Bob Merrill, Jule Styne                                           |
| 47  | "Zip-a-Dee-Doo-Dah"                            | Sången om Södern               | 1947 | James Baskett                                                           | Allie Wrubel, Ray Gilbert                                         |
| 48  | "Que Sera, Sera (Whatever Will Be, Will Be)"   | Mannen som visste för mycket   | 1956 | Doris Day                                                               | Jay Livingston, Ray Evans                                         |
| 49  | "Make 'Em Laugh"                               | Singin' in the Rain            | 1952 | Donald O'Connor                                                         | Nacio Herb Brown, Arthur Freed                                    |
| 50  | "Rock Around the Clock"                        | Vänd dem inte ryggen           | 1955 | Bill Haley and His Comets                                               | Max C. Freedman, James E. Myers                                   |
| 51  | "Fame"                                         | Fame                           | 1980 | Irene Cara                                                              | Michael Gore, Dean Pitchford                                      |
| 52  | "Summertime"                                   | Porgy and Bess                 | 1959 | Loulie Jean Norman                                                      | George Gershwin, DuBose Heyward                                   |
| 53  | "Goldfinger"                                   | Goldfinger                     | 1964 | Shirley Bassey                                                          | Leslie Bricusse, Anthony Newley, John Barry                       |
| 54  | "Shall We Dance?"                              | Kungen och jag                 | 1956 | Marni Nixon (dubbar Deborah Kerr), Yul Brynner                          | Richard Rodgers, Oscar Hammerstein II                             |
| 55  | "Flashdance... What a Feeling"                 | Flashdance                     | 1983 | Irene Cara                                                              | Giorgio Moroder, Keith Forsey, Irene Cara                         |
| 56  | "Thank Heaven for Little Girls"                | Gigi, ett lättfärdigt stycke   | 1958 | Maurice Chevalier                                                       | Alan Jay Lerner, Frederick Loewe                                  |
| 57  | "The Windmills of Your Mind"                   | Äventyraren Thomas Crown       | 1968 | Noel Harrison                                                           | Alan Bergman, Marilyn Bergman, Michel Legrand                     |
| 58  | "Gonna Fly Now"                                | Rocky                          | 1976 | DeEtta Little, Nelson Pigford                                           | Bill Conti, Carol Connors, Ayn Robbins                            |
| 59  | "Tonight"                                      | West Side Story                | 1961 | Marni Nixon (dubbar Natalie Wood), Jimmy Bryant (dubbar Richard Beymer) | Leonard Bernstein, Stephen Sondheim                               |
| 60  | "It Had to Be You"                             | När Harry träffade Sally...    | 1989 | Frank Sinatra, Harry Connick Jr.                                        | Isham Jones, Gus Kahn                                             |
| 61  | "Get Happy"                                    | Upp med ridån                  | 1950 | Judy Garland                                                            | Harold Arlen, Ted Koehler                                         |
| 62  | "Skönheten och odjuret"                        | Skönheten och odjuret          | 1991 | Angela Lansbury (som Mrs. Potts)                                        | Howard Ashman, Alan Menken                                        |
| 63  | "Thanks for the Memory"                        | Radioparaden 1938              | 1938 | Bob Hope, Shirley Ross                                                  | Ralph Rainger, Leo Robin                                          |
| 64  | "My Favorite Things"                           | Sound of Music                 | 1965 | Julie Andrews                                                           | Richard Rodgers, Oscar Hammerstein II                             |
| 65  | "I Will Always Love You"                       | The Bodyguard                  | 1992 | Whitney Houston                                                         | Dolly Parton                                                      |
| 66  | "Suicide Is Painless"                          | M*A*S*H                        | 1970 | Chorus                                                                  | Johnny Mandel, Mike Altman                                        |
| 67  | "Nobody Does It Better"                        | Älskade spion                  | 1977 | Carly Simon                                                             | Carol Bayer Sager, Marvin Hamlisch                                |
| 68  | "Streets of Philadelphia"                      | Philadelphia                   | 1993 | Bruce Springsteen                                                       | Bruce Springsteen                                                 |
| 69  | "On the Good Ship Lollipop"                    | Flygets lilla fästmö           | 1934 | Shirley Temple                                                          | Richard A. Whiting, Sidney Clare                                  |
| 70  | "Summer Nights"                                | Grease                         | 1978 | John Travolta, Olivia Newton-John                                       | Jim Jacobs, Warren Casey                                          |
| 71  | "(I'm a) Yankee Doodle Dandy"                  | Yankee Doodle Dandy            | 1942 | James Cagney                                                            | George M. Cohan                                                   |
| 72  | "Good Morning"                                 | Singin' in the Rain            | 1952 | Gene Kelly, Donald O'Connor, Debbie Reynolds                            | Arthur Freed, Nacio Herb Brown                                    |
| 73  | "Isn't It Romantic?"                           | Din för i kväll                | 1932 | Maurice Chevalier, Jeanette MacDonald                                   | Richard Rodgers, Lorenz Hart                                      |
| 74  | "Rainbow Connection"                           | Mupparna                       | 1979 | Jim Henson (som Kermit)                                                 | Paul Williams, Kenneth Ascher                                     |
| 75  | "Up Where We Belong"                           | En officer och gentleman       | 1982 | Joe Cocker, Jennifer Warnes                                             | Will Jennings, Jack Nitzsche, Buffy Sainte-Marie                  |
| 76  | "Have Yourself a Merry Little Christmas"       | Vi mötas i St. Louis           | 1944 | Judy Garland                                                            | Hugh Martin, Ralph Blane                                          |
| 77  | "The Shadow of Your Smile"                     | Het strand                     | 1965 | Kör                                                                     | Johnny Mandel, Paul Francis Webster                               |
| 78  | "9 to 5"                                       | Nine till Five                 | 1980 | Dolly Parton                                                            | Dolly Parton                                                      |
| 79  | "Arthur's Theme (Best That You Can Do)"        | En brud för mycket             | 1981 | Christopher Cross                                                       | Christopher Cross, Burt Bacharach, Carol Bayer Sager, Peter Allen |
| 80  | "Springtime for Hitler"                        | Det våras för Hitler           | 1967 | Ensemble                                                                | Mel Brooks                                                        |
| 81  | "I'm Easy"                                     | Nashville                      | 1975 | Keith Carradine                                                         | Keith Carradine                                                   |
| 82  | "Ding-Dong! The Witch Is Dead"                 | Trollkarlen från Oz            | 1939 | Ensemble                                                                | Harold Arlen, E.Y. Harburg                                        |
| 83  | "The Rose"                                     | The Rose                       | 1979 | Bette Midler                                                            | Amanda McBroom                                                    |
| 84  | "Put the Blame on Mame"                        | Gilda                          | 1946 | Anita Ellis (dubbar Rita Hayworth)                                      | Allan Roberts, Doris Fisher                                       |
| 85  | "Come What May"                                | Moulin Rouge!                  | 2001 | Nicole Kidman, Ewan McGregor                                            | David Baerwald                                                    |
| 86  | "(I've Had) The Time of My Life"               | Dirty Dancing                  | 1987 | Bill Medley, Jennifer Warnes                                            | Franke Previte, Donald Markowitz, John DeNicola                   |
| 87  | "Buttons and Bows"                             | Blekansiktet                   | 1948 | Bob Hope                                                                | Jay Livingston, Ray Evans                                         |
| 88  | "Do Re Mi"                                     | Sound of Music                 | 1965 | Julie Andrews, Ensemble                                                 | Richard Rodgers, Oscar Hammerstein II                             |
| 89  | "Puttin' on the Ritz"                          | Det våras för Frankenstein     | 1974 | Gene Wilder, Peter Boyle                                                | Irving Berlin                                                     |
| 90  | "Seems Like Old Times"                         | Annie Hall                     | 1977 | Diane Keaton                                                            | Carmen Lombardo, John Jacob Loeb                                  |
| 91  | "Let the River Run"                            | Working Girl                   | 1988 | Carly Simon                                                             | Carly Simon                                                       |
| 92  | "Long Ago (and Far Away)"                      | Omslagsflickan                 | 1944 | Gene Kelly, Martha Mears (dubbar Rita Hayworth)                         | Ira Gershwin, Jerome Kern                                         |
| 93  | "Lose Yourself"                                | 8 Mile                         | 2002 | Eminem                                                                  | Eminem, Luis Resto, Jeff Bass                                     |
| 94  | "Ain't Too Proud to Beg"                       | Människor emellan              | 1983 | Temptations                                                             | Norman Whitfield, Edward Holland, Jr.                             |
| 95  | "(We're Off on the) Road to Morocco"           | Två glada sjömän i Marocko     | 1942 | Bing Crosby, Bob Hope                                                   | Jimmy Van Heusen, Johnny Burke                                    |
| 96  | "Footloose"                                    | Footloose                      | 1984 | Kenny Loggins                                                           | Kenny Loggins, Dean Pitchford                                     |
| 97  | "42nd Street"                                  | 42:a gatan                     | 1933 | Ruby Keeler, Dick Powell, Ensemble                                      | Harry Warren, Al Dubin                                            |
| 98  | "All That Jazz"                                | Chicago                        | 2002 | Catherine Zeta-Jones, Renée Zellweger                                   | John Kander, Fred Ebb                                             |
| 99  | "Hakuna Matata"                                | Lejonkungen                    | 1994 | Nathan Lane, Ernie Sabella, Jason Weaver, Joseph Williams               | Elton John, Tim Rice                                              |
| 100 | "Old Time Rock and Roll"                       | Föräldrafritt                  | 1983 | Bob Seger                                                               | George Jackson, Thomas E. Jones III                               |